# Oberkommando der Marine
O Oberkommando der Marine (OKM) foi o Alto Comando da Marinha da Alemanha Nazi, a mais alta autoridade da Kriegsmarine. Foi formado oficialmente a partir do Marineleitung ("Comando Naval")  em 11 de Janeiro de 1936, e até ao final da Segunda Guerra Mundial, sofreu duas grandes alterações, em Novembro de 1939 e em Maio de 1944.
Os Comandantes-em-chefe (Oberbefehlshaber der Marine) da Kriegsmarine foram os:
- Grossadmiral Erich Raeder (1 de Junho de 1935 – 30 de Janeiro de 1943) (anteriormente Comandante-em-chefe da Reichsmarine desde Outubro de 1928)
- Grossadmiral Karl Dönitz (30 de Janeiro de 1943 – 1 de Maio de 1945)
- Generaladmiral Hans-Georg von Friedeburg (1 – 23 de Maio de 1945)
- Generaladmiral Walter Warzecha (23 de Maio - 22 de Junho de 1945)